# Toll-e Sefidak

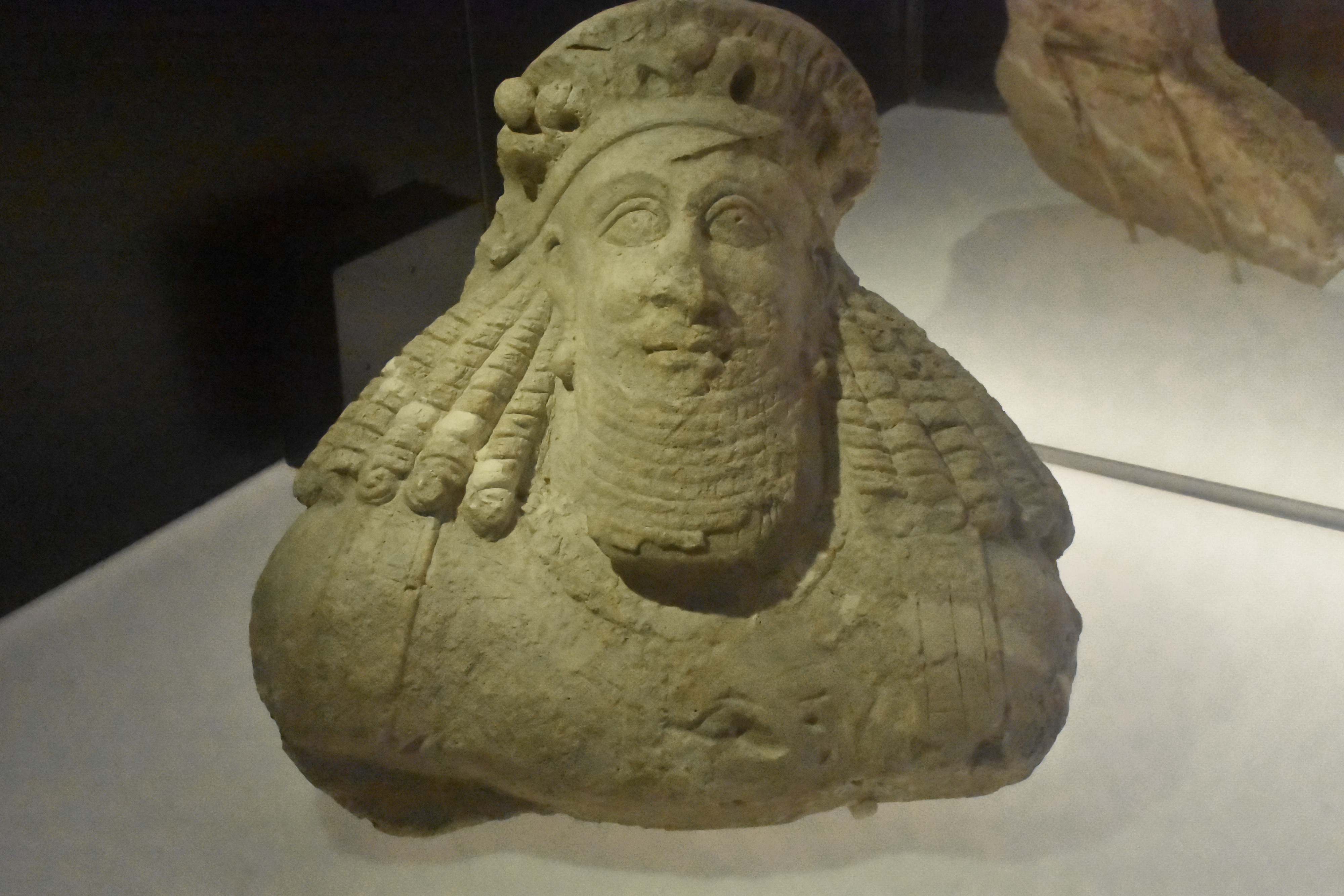
Büste aus Toll-e Sefidak bei Hājīābād

Toll-e Sefidak (persisch تل سفیدک) ist eine sassanidische Ausgrabungsstätte bei Hadschiabad (im gleichnamigen Verwaltungsbezirk Hadschiabad) in Iran. Bei Planierarbeiten wurde die Anlage 1977 entdeckt. Die Ausgräber vermuteten erst eine Residenz eines lokalen „Fürsten“, spätere Untersuchungen gehen aber von einer religiösen Anlage aus. Der Bau fällt durch seine Größe und reiche Ausstattung mit Stuckdekorationen und Wandmalereien auf.

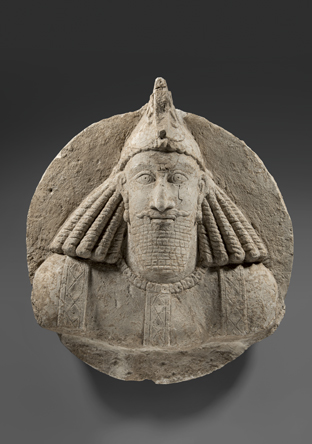
Büste aus Toll-e Sefidak bei Hājīābād

Hadschiabad (auch Hājīābād transkribiert) ist ein Dorf etwa 60 Kilometer südlich von Darab. 1977 kamen bei landwirtschaftlichen Planierungsarbeiten zahlreiche qualitätsvolle Stuckarbeiten zu Tage, worauf der Ort archäologisch untersucht wurde. Die Planierungsarbeiten hatten jedoch schon ca. 65 % der antiken Reste vernichtet.
Bei den Ausgrabungen wurden Reste eines palastartigen Baues gefunden, der ein Quadrat von etwa 100 Meter × 100 Meter einnahm. Nur im Nordwesten konnten Teile der Außenmauern erfasst werden.
Im Kern des Baues befand sich ein Hof (10,3 m × 8,85 m) mit vier Durchgängen auf der einen und einer breiten Tür auf der anderen Kurzseite. Die beiden Längsseiten hatten jeweils sechs Nischen. In dem Hof fand sich ein Sockel. Der Hof war einst mit ornamentalen Stuckaturen geschmückt. Nordwestlich an der Seite des großen Einganges befand sich ein Iwan, der mit Wandmalereien ausgestattet war und an der Frontseite Pilaster mit einer Büste als oberen Abschluss hatte. Dieser Iwan hatte stark unter den Planierungsarbeiten gelitten. Sein nördliches Ende ist vollkommen zerstört. Dahinter lag ein weiterer Hof, der ebenfalls kaum erhalten ist. Er war mit Nischen dekoriert und mit einem zweiten Iwan verbunden.
Vor allem südwestlich dieses zentralen Teils des Hauses konnten zahlreiche weitere Räume ausgegraben werden. Ein kleinerer Raum (Nr. 114) hatte Nischen und war reich mit Stuckaturen dekoriert. In den Nischen standen etwas unterlebensgroße Frauenstatuen, daneben gab es Medaillons mit Büsten von Männern, teilweise stellten sie Herrscher dar. Es wird angenommen, dass dieser Raum als Kapelle des Hauses diente.
Toll-e Sefidak datiert wahrscheinlich in das 4. Jahrhundert. Zwei Büsten aus Raum 114 stellen wahrscheinlich Schapur II. dar, unter dem der Bau demnach errichtet wurde.